# Schmelzmühle (Salzböden)
Die ehemalige Schmelzmühle Salzböden in Salzböden, einem Ortsteil der Stadt Lollar im mittelhessischen Landkreis Gießen in Hessen, befindet sich nordöstlich von Salzböden und südwestlich von Reimershausen in einem langen Tal der Salzböde, das von Waldgebieten beidseitig begleitet wird. Sie liegt östlich am Fuß vom Hahnenkopf (310 m), unmittelbar nördlich der Burgruine Altes Gronauer Schloss, einer karolingischen Straßenfeste, und ist über die Kreisstraße (K 394) über den abzweigenden Weg Schmelz erreichbar.

## Beschreibung
Die ehemalige Schmelzmühle Salzböden befindet sich in einem kleinen Weiler, der aus drei einzelnen Hofanlagen besteht. Im Bereich dieser Gesamtanlage querte eine Altstraße mit einer Furt die Salzböde, welche einen Zweig der „Weinstraße“ darstellt.
Die unter der Adresse Schmelz 3 errichtete ehemalige Schmelzmühle ist eine vom nassauischen Fürstenhaus ab dem Jahr 1734 betriebene Eisenschmelze gewesen. Der Betrieb wurde bereits nach sechs Jahren wieder eingestellt, ihr ursprünglicher Name „Eisen-Schmeltz“ ist in leicht abgewandelter Bezeichnung erhalten geblieben. Vermutlich bestanden bereits im 17. Jahrhundert eine „Obere und Untere Mühle“ die zu einem Gebäudekomplex zusammengeführt wurden. Im Jahr 1823 gingen die als Lehnsmühlen der Fürsten von Nassau bestehenden Gebäude in Privatbesitz über.
Folgende historische Beschreibungen der Mühle an der ehemaligen Postroute Frohnhausen (Lahn) sind überliefert:
- „Die sogenannte Schmelze, oberhalb Salzböden an der Salzböde, bestehend in dem Kronauer-Hofe und 2 Mühlen, ferner die Junkern- und die Schöne-Mühle. Vordem war auf dieser Schmelze ein Hochofen, um die aus Bergwerken gewonnenen Mineralsteine zu schmelzen“.
- „Die Welt lärmt ferne laut und schrill. Wer müde ihr entfliehen will. Aus Lärm und Staub und Schwüle. Kehr ein in der Schmelz, in der Mühle. Hier prangen die Wiesen in üppiger Pracht. Die Stille umfängt dich mit wohliger Macht. Es raunen die Wälder, die Wasser Dir zu. Hier findest Du Freude und Frieden und Ruh!“

Im Jahr 1844 erwarb der Müller Ludwig Rein die „Untere Mühle“ für 1450 Taler. Der Kaufvertrag ist in der Müllerstube der Schmelzmühle zu sehen. Die Mühle wurde als Getreidemühle bis in das Jahr 1986 genutzt, das historisch betriebene Mahlwerk ist im Gebäude erhalten und Mühlsteine, einzelne Bauteile der Mühle sind erhalten geblieben. Die aktuelle Nutzung wird als Mühlengasthaus und Ausflugslokal beschrieben.
Die Schmelzmühle Salzböden ist im Denkmalverzeichnis des Landesamts für Denkmalpflege Hessen als Einzel-Kulturdenkmal und mit der gesamten Baugruppe einschließlich der Mühlbäche als Gesamtanlagenobjekt aus geschichtlichen Gründen eingetragen.